# Charles Minet

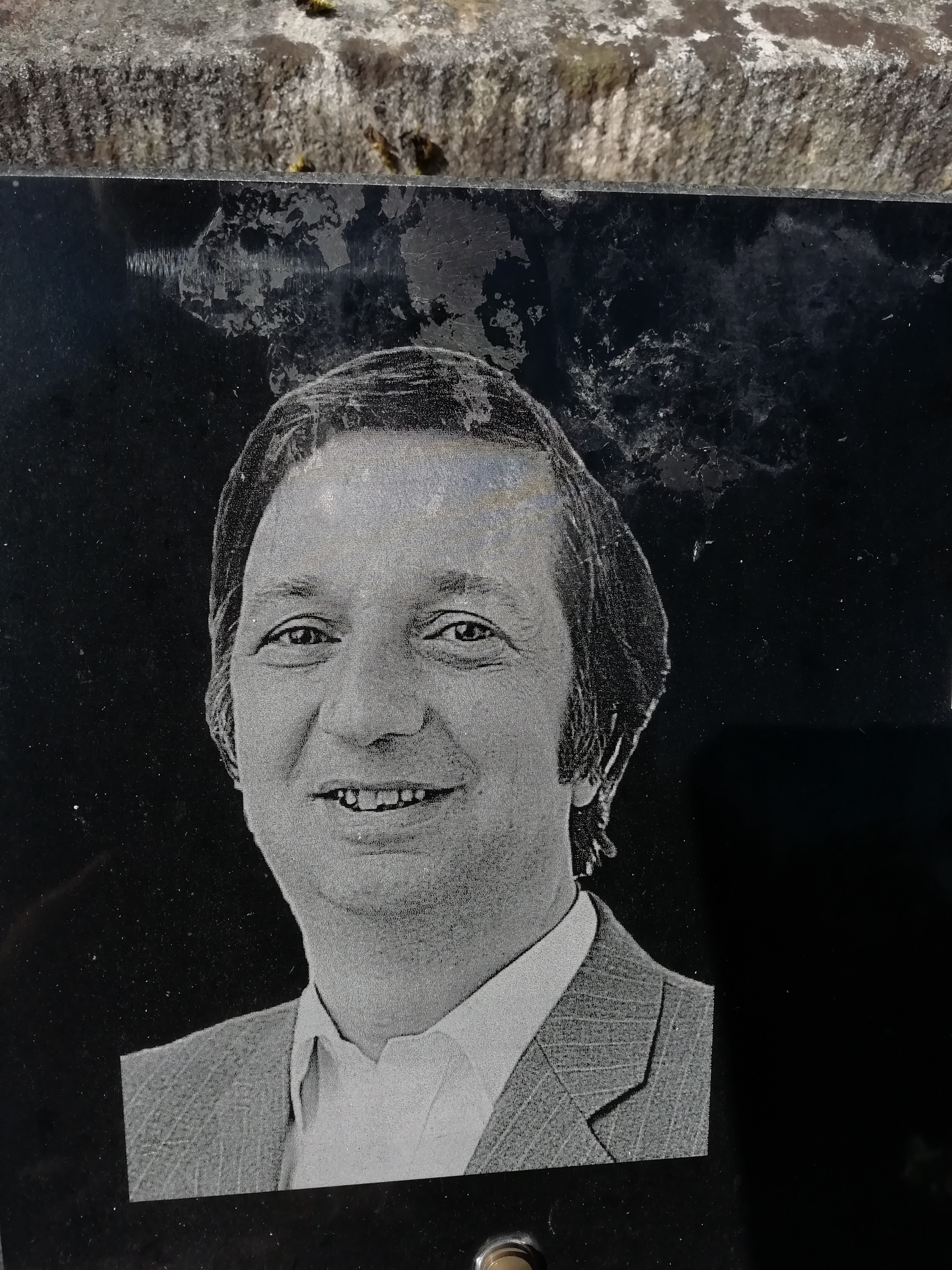
Foto van Charles Minet

Charles Minet (Seraing, 6 juli 1936 - Luik, 18 juli 1998) was een Belgisch volksvertegenwoordiger en senator.

## Levensloop
Minet promoveerde in 1960 tot doctor in de geneeskunde aan de Universiteit van Luik. Het was het jaar van de grote Waalse stakingen tegen de Eenheidswet en Minet evolueerde van progressistische christelijke militant naar lidmaatschap van de Mouvement Populaire Wallon van André Renard. Hij sloot zich daarop aan bij de PSB en bij de Luikse groep 'Ouverture'.
Hij vestigde zich als huisarts in een Luikse volkswijk, waar hij jarenlang zijn praktijk had. Hij nam initiatieven wat betreft palliatieve zorgverstrekking aan huis.
Hij was lid van de Mouvement pour la Paix en van de Union des Belges pour la défense de la paix, terwijl hij ook medewerker was aan het linkse blad Pour, in de periode van de oorlog in Vietnam en van de gebeurtenissen in Chili. In 1982 stichtte hij de vzw Aide aux grands malades en was medestichter van Liège 93 voor de coördinatie van Europese steun aan gehandicapten. Hij steunde ook acties tegen racisme en vreemdelingenhaat.
Lid geworden van het Rassemblement Wallon was hij het oneens met de strategie van voorzitter Henri Mordant, die bij de wetgevende verkiezingen van 1981 een kartel wilde vormen met het FDF, terwijl hij voorstander was van een samengaan met de socialisten. Vervolgens was hij medeoprichter van het Rassemblement populaire wallon, waarvan hij de ondervoorzitter werd. 
Bij de verkiezingen van 1981 ging het RPW een kartel aan met de PS. Minet stond als eerste opvolger op de Senaatslijst van de PS in het arrondissement Luik. Toen senator Irène Petry in 1984 naar het Grondwettelijk Hof vertrok, werd hij senator en zetelde tot aan de verkiezingen van oktober 1985. Hij zetelde zodoende ook in de Waalse Gewestraad en de Raad van de Franse Gemeenschap.
Bij de verkiezingen van oktober 1985 en van december 1987 werd hij niet rechtstreeks verkozen, maar door de socialisten via de coöptatie weer in de Senaat gebracht.
Vervolgens werd hij in 1991 verkozen tot lid van de Kamer van volksvertegenwoordigers voor het arrondissement Luik, meteen weer zetelend in de Waalse Gewestraad en de Franse Gemeenschapsraad. Bij de verkiezingen van 1995 was hij geen kandidaat meer, waarna Minet zijn politieke activiteiten beëindigde.
In 1988 was hij ook nog gemeenteraadslid geworden in Luik, maar in 1994 werd hij niet herkozen. Hij werd toen wel nog lid van het OCMW, wat hij bleef tot in 1995.
Vanaf mei 1995 nam hij weer voltijds zijn activiteiten op als huisarts. Niet voor lang echter, aangezien hij een paar jaar later aan een ziekte overleed.